# Afrixalus aureus
Espèce
Statut de conservation UICN

 LC  : Préoccupation mineure
Afrixalus aureus est une espèce d'amphibiens de la famille des Hyperoliidae.

## Répartition
Cette espèce est endémique d'Afrique australe. Elle se rencontre jusqu'à 300 m d'altitude, :
- dans l'est de l'Afrique du Sud dans le nord-est de la province de KwaZulu-Natal, dans l'Est de la province de Mpumalanga et dans le Nord-Est de la province du Limpopo ;
- au Swaziland ;
- dans le Sud du Mozambique.

## Publication originale
- Pickersgill, 1984 : Three new Afrixalus (Anura: Hyperoliidae) from south-eastern Africa. Durban Museum Novitates, vol. 13, p. 203-220.